# Herbert Gasser
Pour les articles homonymes, voir Gasser.
Herbert Spencer Gasser (5 juillet 1888 à Platteville, Wisconsin, États-Unis - 11 mai 1963 à New York) est un médecin, biologiste et professeur américain, pionnier dans la neurophysiologie. Joseph Erlanger et lui reçoivent le prix Nobel de physiologie ou médecine en 1944 pour leurs travaux sur les fibres nerveuses.

## Biographie
Herbert Spencer est le fils ainé d'Herman Gasser, immigrant originaire de Tyrol et exerçant en tant que pharmacien puis médecin, et Jane Elisabeth Griswold, originaire du Connecticut. Il démarre ses études à l'Université du Wisconsin, en physiologie avec le Dr Erlanger, où il obtient son bachelor en 1910, puis son master en 1911. Bien qu'initialement intéressé par l'ingénierie, il poursuit ses études de médecine à Baltimore à l'Université Johns-Hopkins, sur les conseils de son père, dont il est diplômé en 1915. Le professeur William Howell lui propose d'emblée un poste en physiologie, mais Gasser ne se sent pas libre d'accepter et retourne au Wisconsin où le Dr Loevenhart le nomme instructeur en pharmacologie. Après une année passée en pharmacologie, le Dr Erlanger lui offre un poste dans son nouveau service à l'Université Washington à Saint-Louis. Il y obtiendra le titre de professeur en 1921,.
Au printemps 1917, au début de la Première Guerre Mondiale, Gasser travaille, avec Erlanger, sur les problèmes médicaux causés par la guerre, publiant huit papiers sur le sujet. Durant l'été 1918, il rejoint Loevenhart pour travailler sur les armes chimiques à l'Université américaine à Washington. Il retourne à Saint-Louis à la fin de la guerre, en décembre 1918, sans projet de recherche clair mais avec un intérêt grandissant pour le système nerveux.
Pendant l'année 1921, Gasser devient le chef du service de pharmacologie de l'Université Washington, poste qu'il occupera jusqu'en 1931.
Entre 1923 et 1925, il prend une année pour étudier en Europe, travaillant avec Archibald Vivian Hill, William Straub, Louis Lapique, et Henry Dale,.
En 1931, il est nommé Professeur de physiologie et chef du département médical de l'Université Cornell à New York City. Entre 1935 et 1953, il est directeur de l'Institut Rockefeller, avant d'en être plus tard un membre émérite,.
En octobre 1944, Joseph Erlanger et lui sont lauréats du prix Nobel de physiologie ou médecine « pour leurs découvertes sur les fonctions hautement différenciées d'une fibre nerveuse isolée ».
Gasser est victime d'un accident vasculaire cérébral en avril 1961, à l'âge de 73 ans, avant de décéder d'une infection respiratoire à l'hôpital le 11 mai 1963,.

## Honneurs et affiliations
- 1924 : (British) Physiological Society, membre ordinaire
- 1934 : National Academy of Sciences
- 1936 : Sociedad Argentina de Biologia, membre correspondant
- 1937 : American Philosophical Society
- 1942 : Asociacion Medica Argentina, membre honorifique
- 1943 :  Asociacion Medica Argentina de Buenos Aires, membre honorifique
- 1943 : Royal Society of Edinburgh, membre honorifique
- 1944 : Prix Nobel de physiologie ou médecine (avec J. Erlanger)
- 1946 : Royal Society of London, membre étranger
- 1946 : Royal Swedish Academy of Sciences, membre étranger
- 1947 : Finnish Academy of Sciences, membre étranger
- 1947 : Académie Royale de Médicine de Belgique, membre correspondant
- 1947 : American Society of Electroencephalography, membre honorifique
- 1948 : American Academy of Arts and Sciences
- 1948 : Accademia della Scienze dell’ Istituto di Bologna, membre correspondant
- 1949 : Physiological Society (British), membre honorifique
- 1953 : Société Philomathique de Paris, membre correspondant
- 1954 : Médailler Kober
- 1954 : Association of American Physicians
- 1958 : Société de Biologie, Collège de France, membre associé